# 레드 레터 크리스천
레드 레터 크리스천(Red-Letter Christians)은 복음주의 기독교 내의 초종파 운동이다. 레드 레터(Red-Letter), 즉 "빨간 글자"는 신약성서의 구절과 빨간 잉크로 인쇄된 구절의 일부를 의미하며, 인용문을 사용하지 않고 예수의 말씀임을 나타낸다.

## 역사
이 조직은 2007년 토니 캄폴로(Tony Campolo)와 셰인 클레이본(Shane Claiborne)에 의해 예수께서 언급하신 사회 정의 문제(일부 성경 번역에서는 빨간색으로 표시)를 주장하는 것이 중요하다고 믿는 복음주의자들을 모으는 것을 목표로 설립되었다. 그들은 그리스도인들이 사회 정의 문제와 같은 성경적 가치를 장려함으로써 예수의 말씀과 모범에 주의를 기울여야 한다고 믿는다. 이러한 문제에는 빈곤 퇴치, 평화 수호, 강한 가족 건설, 인권 존중, 외국인 환영 등이 포함된다.
2019년에는 영국에 챕터를 열었다.
2020년 기준으로 이 조직에는 미국, 영국, 칠레에 120개의 사회단체와 파트너 교회가 있다.

## 같이 보기
- 기독교 인문주의
- 기독교 민주주의
- 사회 신용
- 복음주의
- 예수주의
- 예수 세미나
- 예수의 공생애
- 진보 기독교